# Un falco nel cielo/Prehistoric Sound
Un falco nel cielo/Prehistoric Sound è un singolo degli Osage Tribe, pubblicato in Italia nel 1971 dalla Bla Bla.

## Il disco
I due brani contenuti nel singolo sono la stessa canzone cantata in italiano e in inglese. La voce solista è di Franco Battiato, che allora faceva parte del gruppo.
Un falco nel cielo fu utilizzata come sigla del programma per ragazzi Chissà chi lo sa?, presentato da Febo Conti. Col tempo è diventato un brano diffuso nel corpo scout.
L'incipit del testo inglese («People sang around the campfire ground / I remember prehistoric sound / Was the time of the dinosaur age») viene citato nella canzone Chan-son egocentrique, cantata da Battiato in duetto con Alice nel suo album Azimut del 1982.
Sebbene sulle etichette del disco i brani siano accreditati a Conz - Ed de Joy (lato A) e al solo Ed de Joy per il lato B, gli autori registrati alla SIAE sono Rossella Conz per i testi e Pino Massara per le musiche.

## Tracce
Testi di Rossella Conz, musiche di Pino Massara.
1. Un falco nel cielo – 2:58
2. Prehistoric Sound – 3:01

Durata totale: 5:59